# Eurycleonus
Eurycleónus — рід жуків родини Довгоносики (Curculionidae).

## Зовнішній вигляд
Жуки цього роду мають досить великий розмір: понад 24 мм у довжину (разом з головотрубкою). Основні ознаки:
- вусикові борозенки не доходять до нижнього краю очей
- нижній край очей округлий
- довжина 3-го членика джгутика вусиків не більша, ніж його ширина, 2-й членик довший за 1-й
- задній край передньоспинки округлий
- надкрила не вищі і не нижчі, ніж основа передньогрудей
- крила рудиментарні
- 4-й членик черевця  коротший за 5-й і 6-й, узяті разом
- низ тіла з голими крапками

Фотографію одного з видів роду див..

## Спосіб життя
Не вивчений, ймовірно, він типовий для Cleonini. Жуки мешкають в степах, пустелях і напівпустелях. Активних жуків знаходили у березні-травні.
Їх життєвий цикл, ймовірно, пов'язаний із рослинами з родини лободові. В усякому разі, імаго знаходили на саксаулі, анабазисі та інших. Рештки жуків траплялися також у піску попід куртинами парнолистника Zygophyllum gaetulum Emb & Maire (родина Zygophyllaceae), на кореневищах яких були помітні пошкодження якимись личинками. (Хоча ні личинок, ані лялечок або живих жуків знаходити не вдавалось).

## Географічне поширення
Види цього роду є ендеміками Північної Африки (див. нижче). Рід має, ймовірно, розірваний ареал: один вид мешкає у Синайській пустелі, а два — у Західній Сахарі.

## Класифікація
До цього роду включено три види:
- Eurycleonus amon Meregalli, 2001 — Синайський півострів
- Eurycleonus gigas Marseul, 1868 — Алжир, Лівія, Туніс
- Eurycleonus talamellii Meregalli, 2005 — Марокко, тропічна Африка